# L'Île-Bouchard
Ne doit pas être confondu avec Île Bouchard.
Pour les articles homonymes, voir Bouchard.
L'Île-Bouchard est une commune française située dans le département d'Indre-et-Loire, en région Centre-Val de Loire.
S'étendant sur 3,5 km2, elle est de configuration singulière puisque composée de deux faubourgs, Saint Maurice et Saint Gilles, respectivement en rive gauche et rive droite de la Vienne, reliés par un pont et séparés par L'Île, berceau de la cité.
Du point de vue viticole, la commune fait partie de la région Val de Loire et de l'aire de l'AOC Chinon.
L'Île-Bouchard est un lieu de pèlerinage catholique depuis des apparitions mariales en 1947.

Ses habitants sont appelés les Bouchardais.

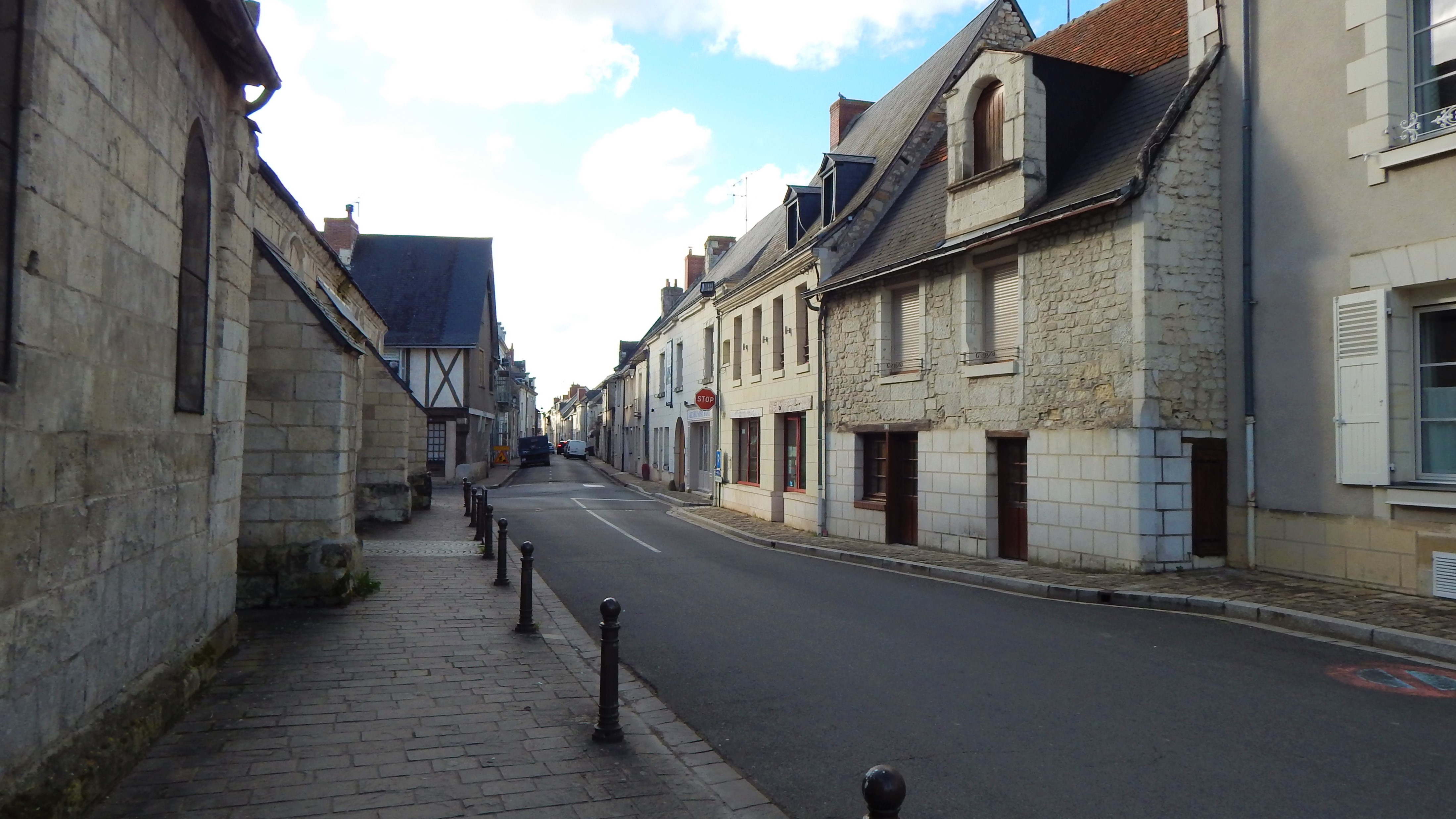
Rues des Quatre-Vents et Gambetta.

## Géographie

### Localisation
Située à 280 kilomètres de Paris, L'Île-Bouchard est également à 43 kilomètres au sud de Tours, 75 kilomètres au nord de Poitiers et 45 kilomètres à l'est de Saumur. 

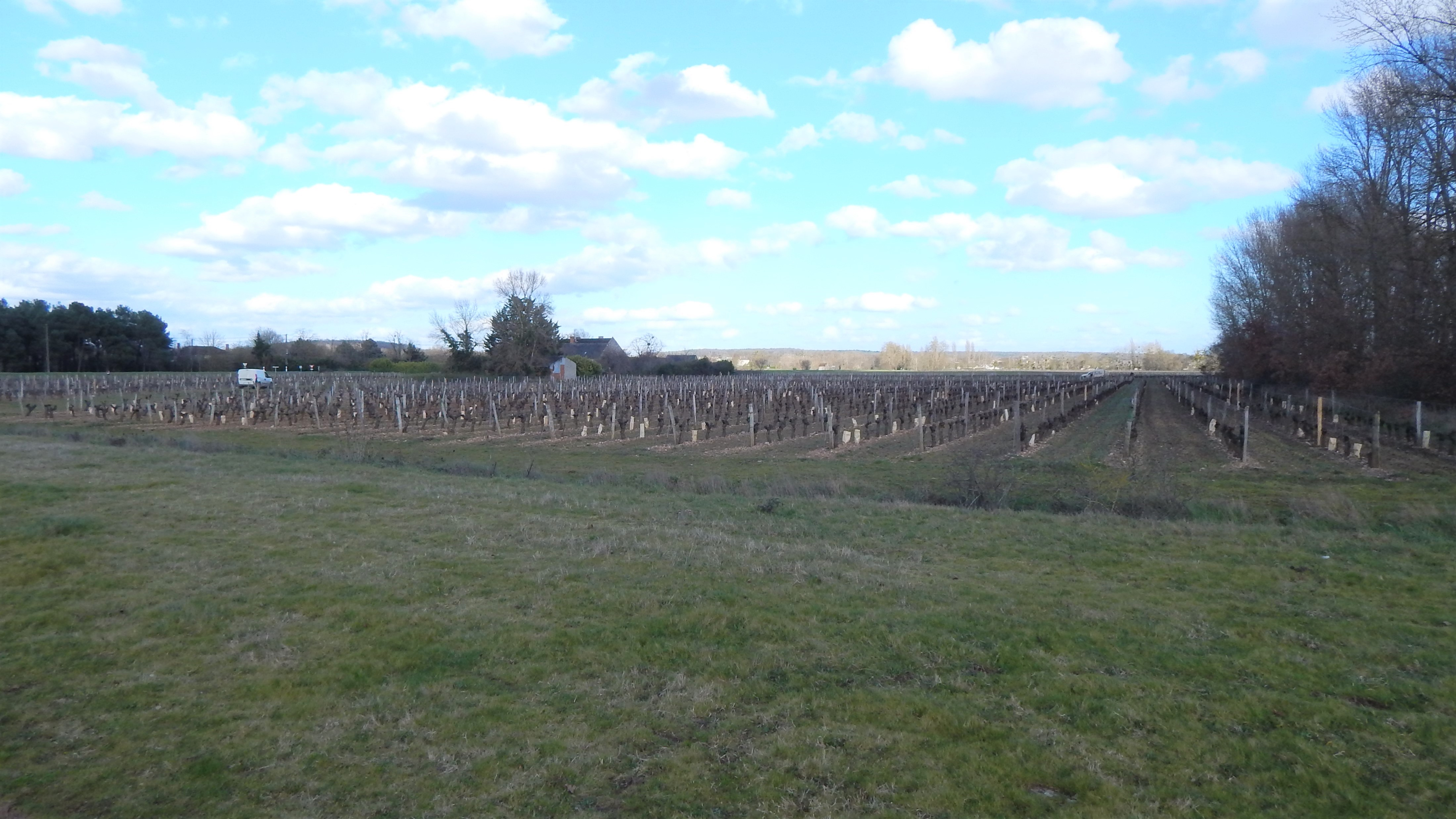
Vignes.

Les villes de taille supérieure les plus proches sont Chinon, Azay-le-Rideau, Sainte-Maure-de-Touraine et Richelieu, toutes quatre localisées à équidistance de la commune, à une quinzaine de kilomètres.
L'Île-Bouchard est positionnée très en aval de la vallée de la Vienne dans la mesure où elle ne se situe qu'à une trentaine de kilomètres de Candes-Saint-Martin, où la rivière, longue de 372 kilomètres, se jette dans la Loire, dont elle est l'un des affluents majeurs.
L'Île-Bouchard est par ailleurs au cœur du parc naturel régional Loire-Anjou-Touraine.
| Panzoult |                | Crouzilles |
| Tavant   | L'Île-Bouchard |            |
| Brizay   |                | Theneuil   |

### Hydrographie

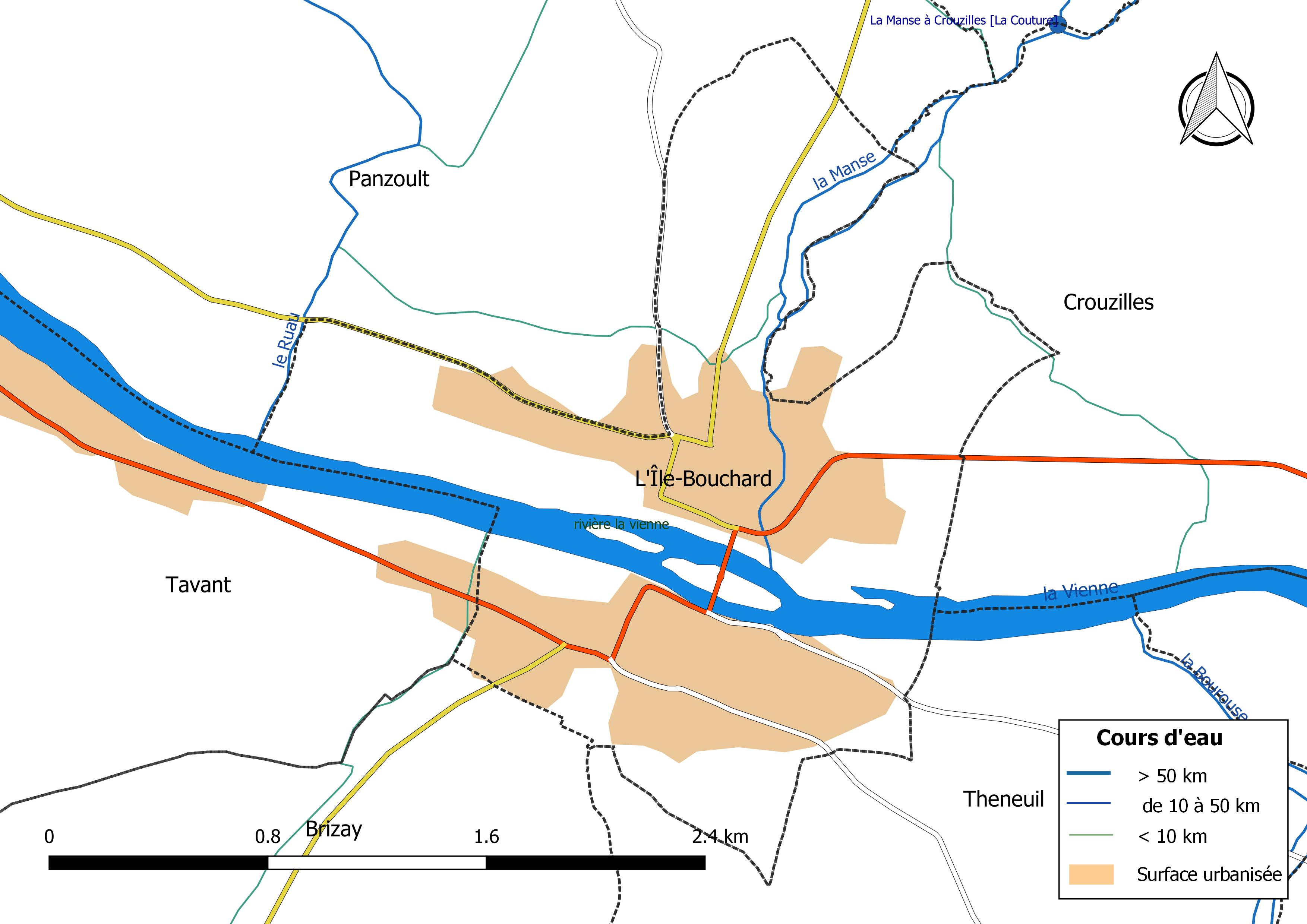
Réseau hydrographique.

L'Île-Bouchard est traversée par la Vienne (1,711 km), qui en constitue une limite séparative sur sa partie sud-est. Le réseau hydrographique communal, d'une longueur totale de 5,73 km, comprend un autre cours d'eau notable, la Manse (1,855 km), et deux petits cours d'eau, pour certains temporaires,.
La Vienne, longue de 363,3 km, prend sa source sur le plateau de Millevaches, dans la Creuse, à une altitude comprise entre 860 et 895 m et se jette dans la Loire à Candes-Saint-Martin, à 30 m d'altitude, après avoir traversé 96 communes. La station de Nouâtre permet de caractériser les paramètres hydrométriques de la Vienne. Le débit mensuel moyen, calculé sur 61 ans dans cette station, varie de 60 m3/s au mois d'août à 355 m3/s au mois de février. Le débit instantané maximal observé sur cette station fut de 2 480 m3/s, le 1er janvier 1962, la hauteur maximale ayant été peu de temps après, le 8 janvier, à 8,61 m le 8 janvier 1962,.

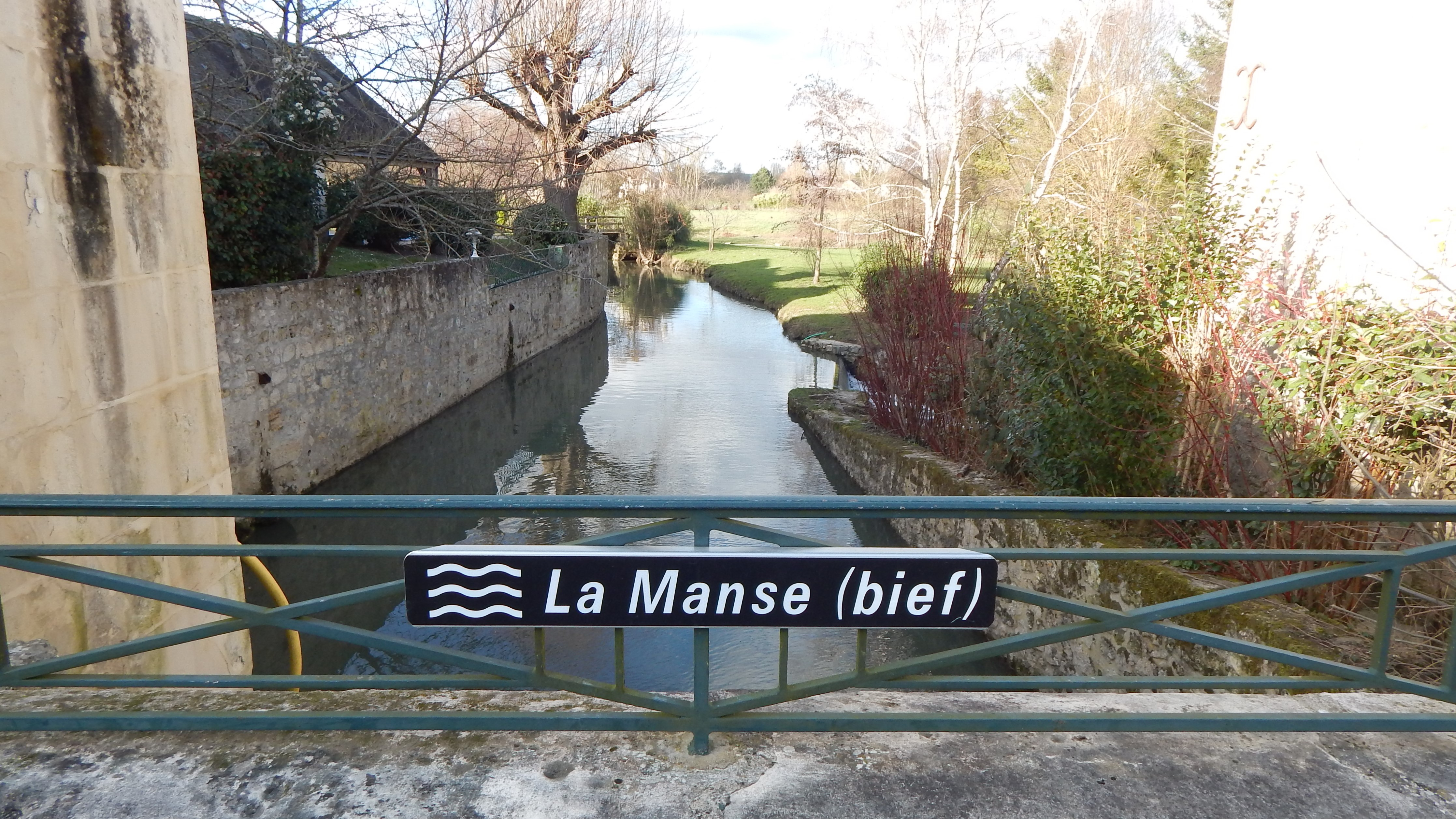
La Manse.

Sur le plan piscicole, la Vienne est classée en deuxième catégorie. Le groupe biologique dominant est constitué essentiellement de poissons blancs (cyprinidés) et de carnassiers (brochet, sandre et perche).
La Manse quant à elle, longue de 30,5 km, prend sa source à une altitude de 117 m sur la commune de Bossée et se jette en rive droite de la Vienne à L'Île-Bouchard, à 32 m d'altitude, après avoir traversé 11 communes.
Sur le plan piscicole, la Manse est également classée en seconde catégorie.

### Climat
Pour des articles plus généraux, voir Climat du Centre-Val de Loire et Climat d'Indre-et-Loire.
En 2010, le climat de la commune est de type climat océanique dégradé des plaines du Centre et du Nord, selon une étude du CNRS s'appuyant sur une série de données couvrant la période 1971-2000. En 2020, Météo-France publie une typologie des climats de la France métropolitaine dans laquelle la commune est exposée à un climat océanique altéré et est dans la région climatique Moyenne vallée de la Loire, caractérisée par une bonne insolation (1 850 h/an) et un été peu pluvieux.
Pour la période 1971-2000, la température annuelle moyenne est de 11,4 °C, avec une amplitude thermique annuelle de 14,7 °C. Le cumul annuel moyen de précipitations est de 637 mm, avec 10,6 jours de précipitations en janvier et 6,5 jours en juillet. Pour la période 1991-2020, la température moyenne annuelle observée sur la station météorologique de Météo-France la plus proche, sur la commune de Saint-Épain à 9 km à vol d'oiseau, est de 12,3 °C et le cumul annuel moyen de précipitations est de 745,6 mm,. Pour l'avenir, les paramètres climatiques de la commune estimés pour 2050 selon différents scénarios d'émission de gaz à effet de serre sont consultables sur un site dédié publié par Météo-France en novembre 2022.

## Urbanisme

### Typologie
Au 1er janvier 2024, L'Île-Bouchard est catégorisée bourg rural, selon la nouvelle grille communale de densité à sept niveaux définie par l'Insee en 2022.
Elle est située hors unité urbaine et hors attraction des villes,.

### Occupation des sols
L'occupation des sols de la commune, telle qu'elle ressort de la base de données européenne d’occupation biophysique des sols Corine Land Cover (CLC), est marquée par l'importance des territoires agricoles (48,5 % en 2018), en diminution par rapport à 1990 (53,7 %). La répartition détaillée en 2018 est la suivante :
zones urbanisées (38,2 %), terres arables (24,8 %), prairies (14,2 %), eaux continentales (13,3 %), zones agricoles hétérogènes (7,7 %), cultures permanentes (1,8 %). L'évolution de l’occupation des sols de la commune et de ses infrastructures peut être observée sur les différentes représentations cartographiques du territoire : la carte de Cassini (XVIIIe siècle), la carte d'état-major (1820-1866) et les cartes ou photos aériennes de l'IGN pour la période actuelle (1950 à aujourd'hui).

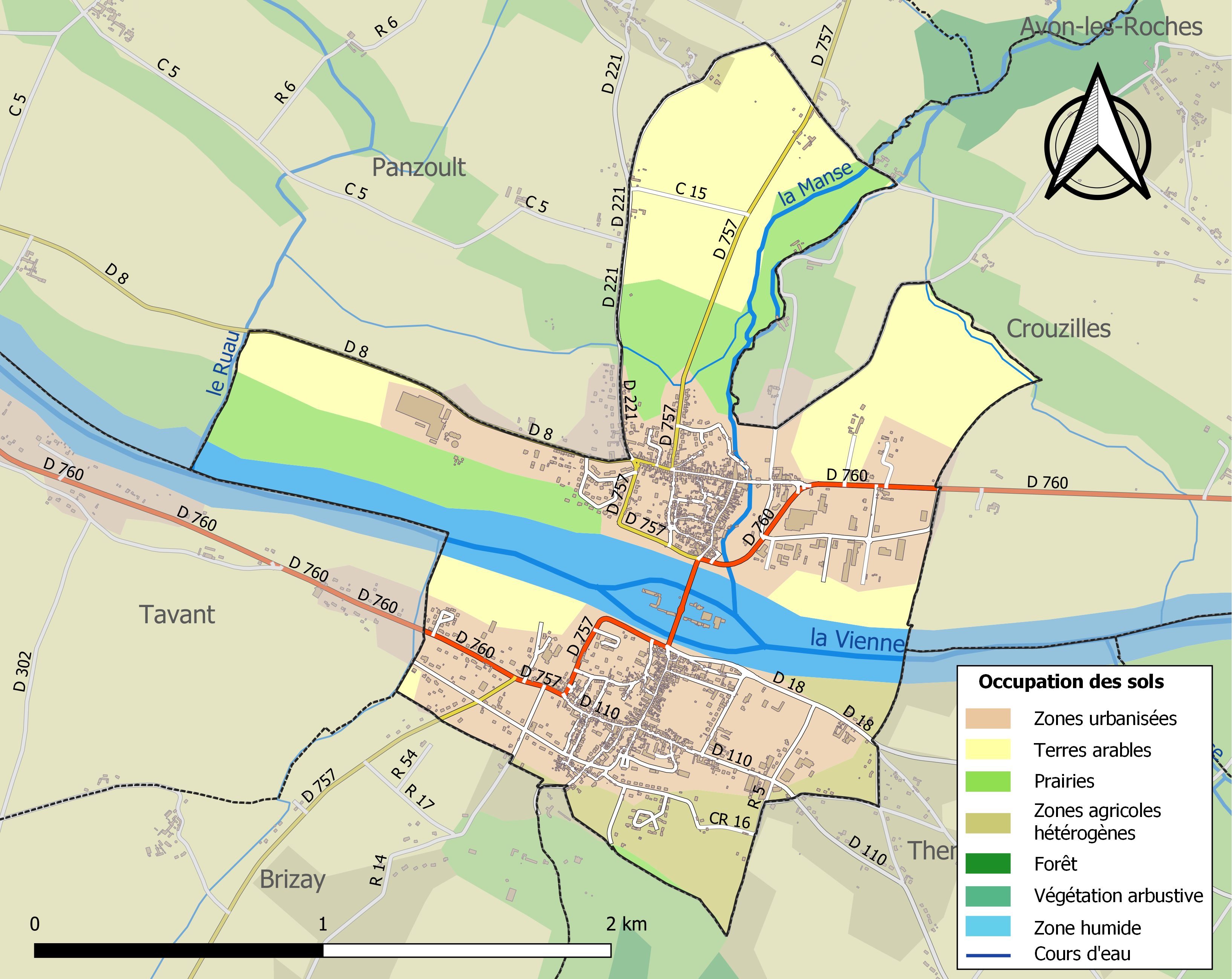
Carte des infrastructures et de l'occupation des sols de la commune en 2018 (CLC).

### Risques majeurs
Le territoire de la commune de l'Île-Bouchard est vulnérable à différents aléas naturels : météorologiques (tempête, orage, neige, grand froid, canicule ou sécheresse), inondations et séisme (sismicité faible). Un site publié par le BRGM permet d'évaluer simplement et rapidement les risques d'un bien localisé soit par son adresse soit par le numéro de sa parcelle.
Certaines parties du territoire communal sont susceptibles d’être affectées par le risque d’inondation par débordement de cours d'eau, notamment le Ruau, la Manse et la Vienne. La commune a été reconnue en état de catastrophe naturelle au titre des dommages causés par les inondations et coulées de boue survenues en 1982, 1983, 1993, 1999 et 2013,.

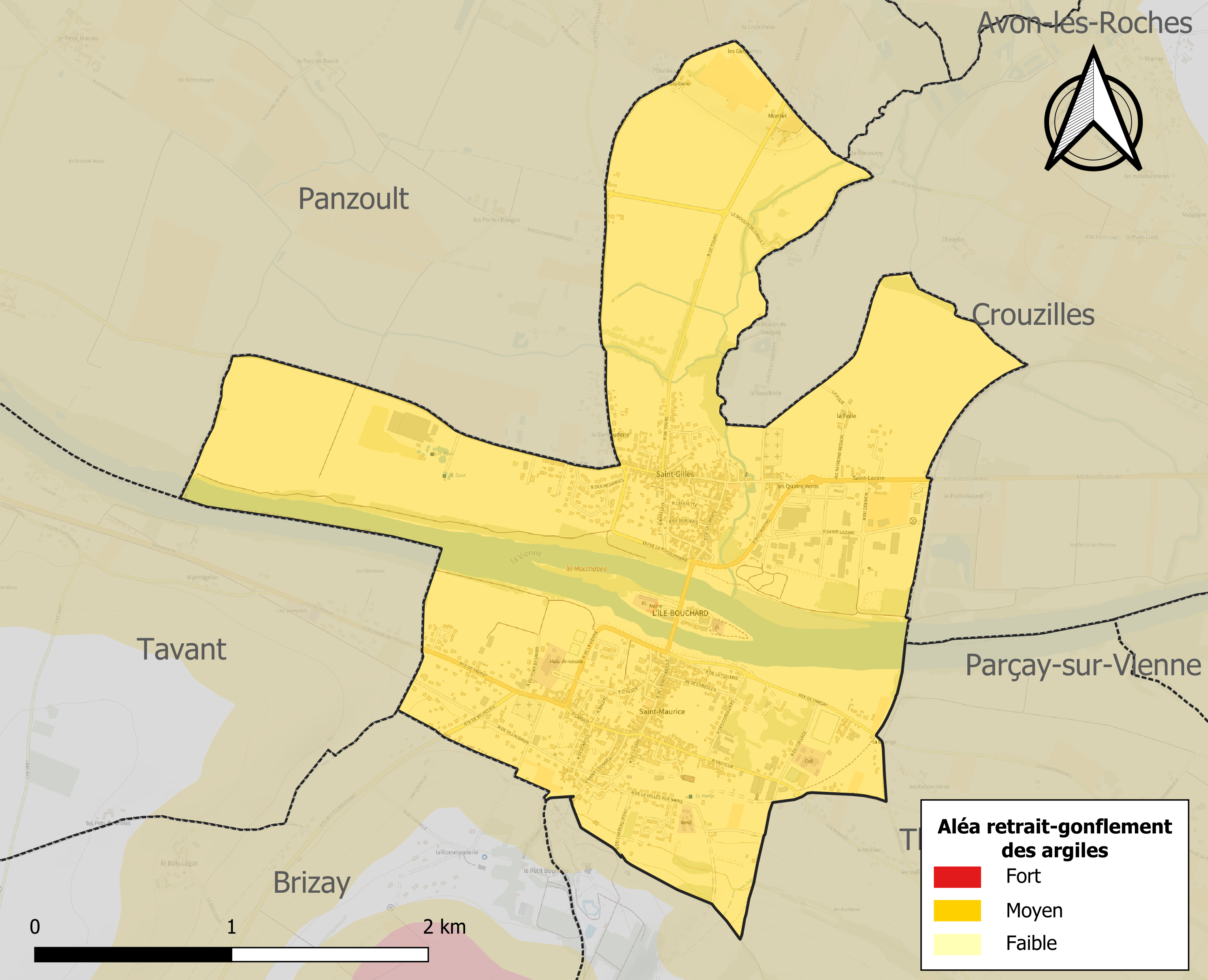
Carte des zones d'aléa retrait-gonflement des sols argileux de l'Île-Bouchard.

Le retrait-gonflement des sols argileux est susceptible d'engendrer des dommages importants aux bâtiments en cas d’alternance de périodes de sécheresse et de pluie. La totalité de la commune est en aléa moyen ou fort (90,2 % au niveau départemental et 48,5 % au niveau national). Sur les 959 bâtiments dénombrés sur la commune en 2019, 959 sont en aléa moyen ou fort, soit 100 %, à comparer aux 91 % au niveau départemental et 54 % au niveau national. Une cartographie de l'exposition du territoire national au retrait gonflement des sols argileux est disponible sur le site du BRGM,.
Concernant les mouvements de terrains, la commune a été reconnue en état de catastrophe naturelle au titre des dommages causés par la sécheresse en 1989 et 1990 et par des mouvements de terrain en 1999.

## Toponymie

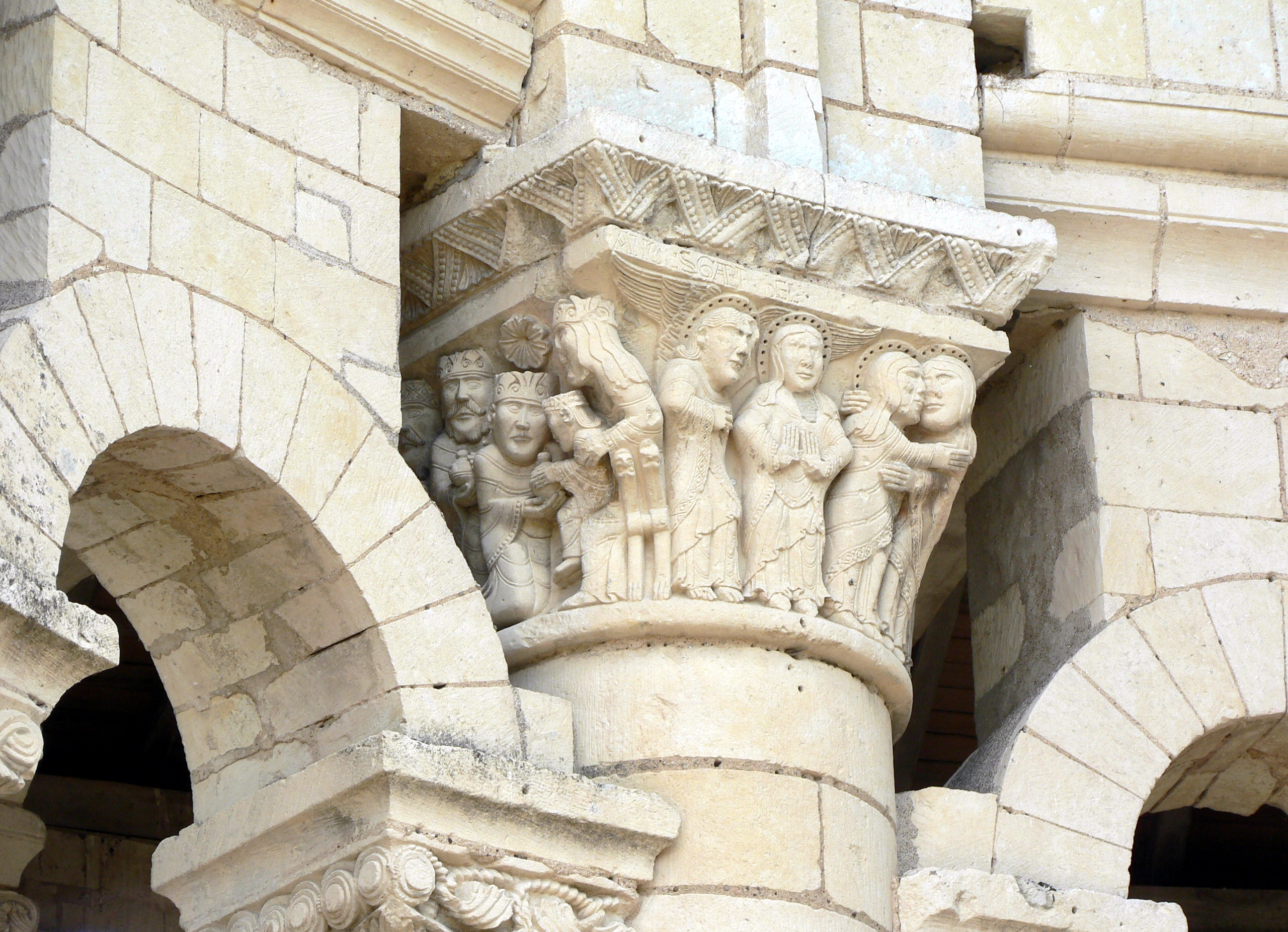
Détail du prieuré Saint-Léonard.

L’Île-Bouchard, dans le Cartulaire de l’abbaye de Noyers, est désigné en 1189 sous le nom d'Insula Buchardi. Sur cette île, des vestiges romains ont été identifiés. Les toponymes formés avec île, du latin insula, sont parfois des villages établis sur des îles.
La tradition conclut simplement au patronyme éponyme du lieu, une coïncidence toponymique sur la racine « Bouche » laissant supposer l'inverse (le lieu aurait donné son nom à la seigneurie). La signification la plus courante de cette racine toponymique est en effet « passage », au sens large, aussi bien en montagne que sur une rivière ou un fleuve, que passage pour une embarcation.

## Histoire

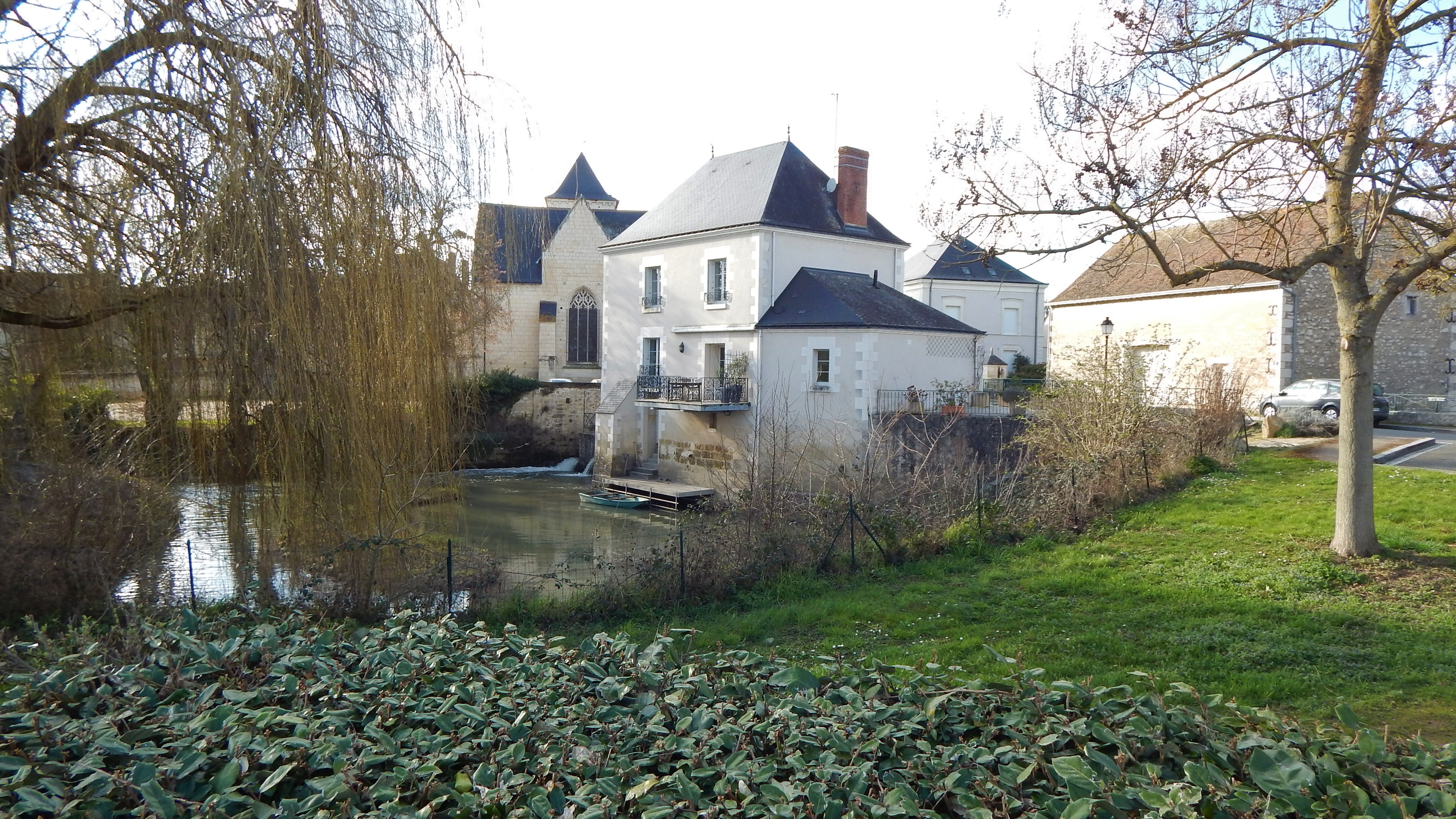
Vue depuis la rue Saint-Lazare.

Un seigneur,,, nommé Bouchard jeta les fondations d’un castrum sur l’île vers 885. Il dirigea entre autres une expédition chargée de ramener en Touraine les reliques de saint Martin, qui se trouvaient en l’église d’Auxerre.
Les successeurs de Bouchard sur les seigneuries de l'Isle, Rivarennes et Bréhémont, traversèrent les siècles, dont ses descendants directs jusque vers 1629 (la famille de L'Isle-Bouchard, fondue dans les La Trémoïlle par le mariages de l'héritière Catherine avec Georges de La Trémoille en 1427). Puis la baronnie de L'Ile-Boucherd est cédée à Richelieu, et les ducs de Richelieu la garderont jusqu'à la Révolution comme membre de leur duché-pairie de Richelieu.

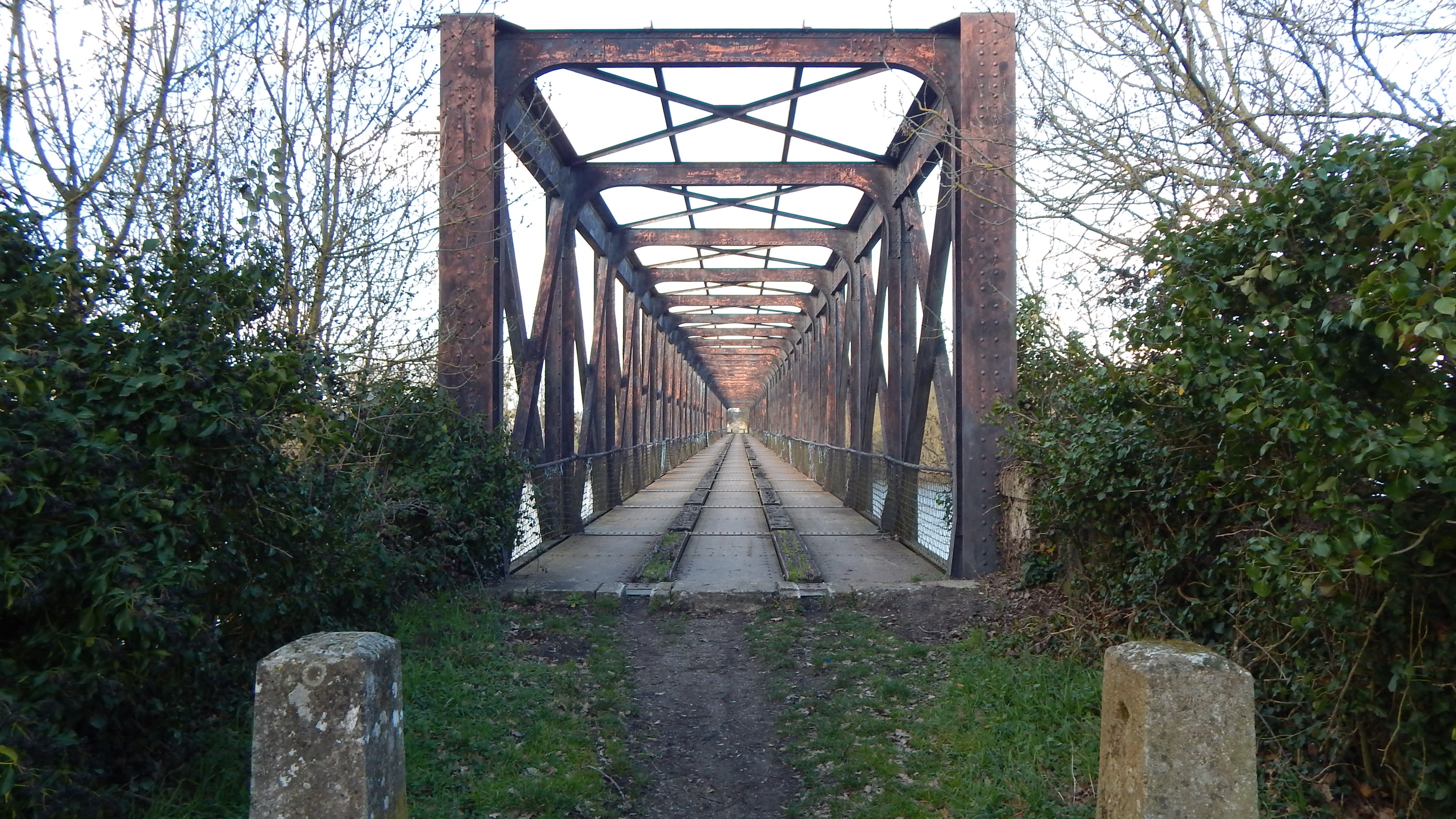
Pont de l'ancienne voie de chemin de fer, devenu piétonnier.

En 1415 lors de la bataille d'Azincourt, le seigneur de l'Ile Bouchard fait partie des chevaliers morts au combat.
En 1832, l'actuelle commune de L'Île-Bouchard est créée par la fusion des communes de Saint-Gilles-de-l'Île-Bouchard et de Saint-Maurice-de-l'Île-Bouchard.

## Politique et administration

### Liste des maires
| Période                                  | Période  | Identité                  | Étiquette | Qualité                                                                                               |
| ---------------------------------------- | -------- | ------------------------- | --------- | --- |
| Les données manquantes sont à compléter. |          |                           |           | |
| 1849                                     | 1866     | Pierre Payen              |           | |
| 1919                                     | 1939     | Louis Dien                | Rad. ind  | Industriel en briqueterie Député (1928-1932), conseiller général (1919-1940)                          |
| 1947                                     | 1995     | André-Georges Voisin      | RPR       | Exploitant forestier président du Conseil général (1970-1992) député (1958-1981) sénateur (1983-1992) |
| 1995                                     | 2003     | Jean Moreau               |           | Chef d'entreprise                                                                                     |
| 2003                                     | 2014     | Jean-Luc Dupont           | UMP       | |
| 2014                                     | 2018     | Valérie Bouchaud Violleau | DVG       | Retraitée EDF                                                                                         |
| 2018                                     | 2020     | Pascal Jourdain           | DVD       | Commerçant                                                                                            |
| 2020                                     | En cours | Nathalie Vigneau          | DVD       | Cadre secteur privé                                                                                   |

### Tendances politiques
| Scrutin             | Scrutin             | 1er tour | 1er tour | 1er tour | 1er tour | 1er tour | 1er tour | 1er tour | 1er tour | 1er tour | 1er tour | 1er tour | 1er tour | 2d tour | 2d tour | 2d tour | 2d tour | 2d tour  | 2d tour |
| Scrutin             | Scrutin             | 1er      | 1er      | %        | 2e       | 2e       | %        | 3e       | 3e       | %        | 4e       | 4e       | %        | 1er     | 1er     | %       | 2e      | 2e       | %       |
| ------------------- | ------------------- | -------- | -------- | -------- | -------- | -------- | -------- | -------- | -------- | -------- | -------- | -------- | -------- | ------- | ------- | ------- | ------- | -------- | ------- |
| Présidentielle 2017 | Présidentielle 2017 |          | LR       | 25,83    |          | FN       | 25,23    |          | EM       | 21,19    |          | LFI      | 13,12    |         | EM      | 60,09   |         | FN       | 39,91   |
| Présidentielle 2022 | Présidentielle 2022 |          | LREM     | 28,32    |          | RN       | 27,17    |          | LFI      | 14,80    |          | REC      | 9,36     |         | LREM    | 53,81   |         | RN       | 46,19   |
| Législatives 2022   | 4e                  |          | RE-Ens   | 26,85    |          | PS-Nupes | 24,28    |          | RN       | 23,63    |          | LR       | 9,49     |         | RE-Ens  | 54,35   |         | PS-Nupes | 45,65   |
| Législatives 2024   | 4e                  |          | RN       | 40,52    |          | RE-Ens   | 27,23    |          | PS-NFP   | 21,68    |          | LR       | 9,68     |         | RN      | 56,36   |         | PS-NFP   | 43,64   |

## Population et société

### Démographie

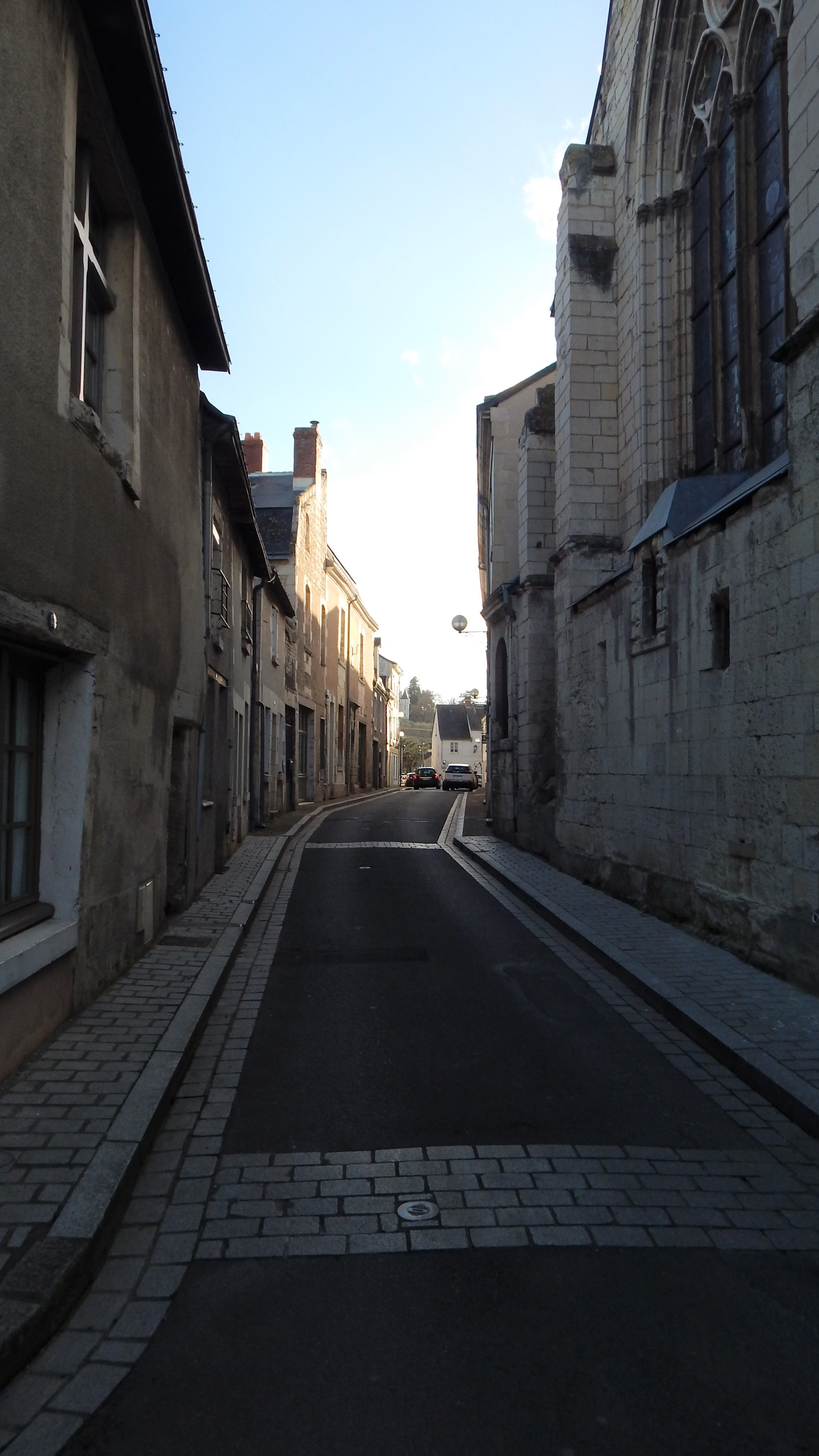
Rue de la République.

L'évolution du nombre d'habitants est connue à travers les recensements de la population effectués dans la commune depuis 1793. Pour les communes de moins de 10 000 habitants, une enquête de recensement portant sur toute la population est réalisée tous les cinq ans, les populations de référence des années intermédiaires étant quant à elles estimées par interpolation ou extrapolation. Pour la commune, le premier recensement exhaustif entrant dans le cadre du nouveau dispositif a été réalisé en 2007.

En 2022, la commune comptait 1 590 habitants, en évolution de +0,57 % par rapport à 2016 (Indre-et-Loire : +1,67 %, France hors Mayotte : +2,11 %).
| 1793 | 1800 | 1806 | 1821 | 1831 | 1836  | 1841  | 1846  | 1851  |
| ---- | ---- | ---- | ---- | ---- | ----- | ----- | ----- | ----- |
| 439  | 853  | 754  | 799  | 861  | 1 804 | 1 708 | 1 650 | 1 636 |

| 1856  | 1861  | 1866  | 1872  | 1876  | 1881  | 1886  | 1891  | 1896  |
| ----- | ----- | ----- | ----- | ----- | ----- | ----- | ----- | ----- |
| 1 593 | 1 569 | 1 595 | 1 452 | 1 393 | 1 514 | 1 436 | 1 426 | 1 466 |

| 1901  | 1906  | 1911  | 1921  | 1926  | 1931  | 1936  | 1946  | 1954  |
| ----- | ----- | ----- | ----- | ----- | ----- | ----- | ----- | ----- |
| 1 437 | 1 449 | 1 367 | 1 245 | 1 148 | 1 190 | 1 188 | 1 255 | 1 348 |

| 1962  | 1968  | 1975  | 1982  | 1990  | 1999  | 2006  | 2007  | 2012  |
| ----- | ----- | ----- | ----- | ----- | ----- | ----- | ----- | ----- |
| 1 315 | 1 609 | 1 762 | 1 796 | 1 800 | 1 764 | 1 745 | 1 740 | 1 655 |

| 2017  | 2022  | - | - | - | - | - | - | - |
| ----- | ----- | - | - | - | - | - | - | - |
| 1 553 | 1 590 | - | - | - | - | - | - | - |

### Santé

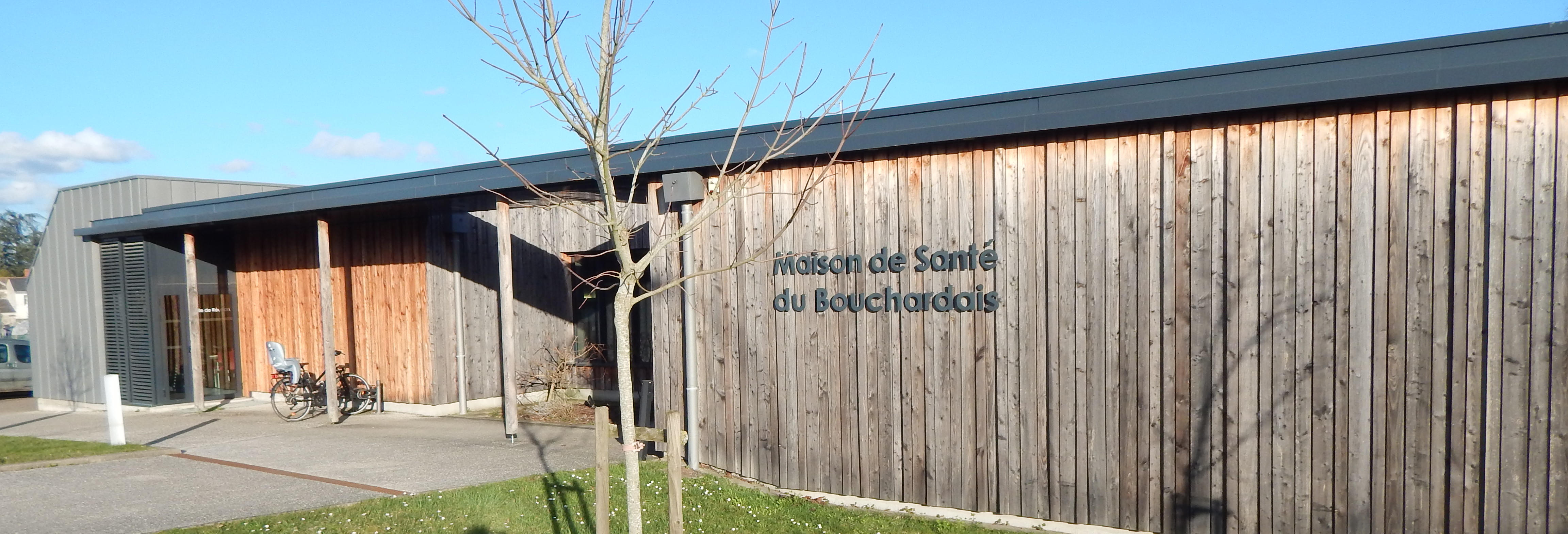
La maison de santé.

L'Île-Bouchard dispose d'une maison de santé pluridisciplinaire de 450 m2, rattachée au Pôle santé libéral et ambulatoire du bouchardais (PSLAB) et composée de plusieurs cabinets médicaux, infirmier et de sage-femme, située dans le quartier Saint-Maurice.
Un cabinet d'imagerie médicale spécialisé en échographie est installé dans la zone industrielle Saint Lazare depuis 2017.
Deux cabinets dentaires officient également, l'un situé côté Saint-Maurice et l'autre sur la rive côté Saint-Gilles.
Par ailleurs, plusieurs professionnels paramédicaux (masseur-kinésithérapeute, diététicienne, psychologue, orthophoniste, etc.) exercent sur la commune ou à proximité immédiate, ainsi que deux pharmacies, de chaque côté de la Vienne.
Deux centres hospitaliers, respectivement localisés sur les communes de Saint-Benoît-la-Forêt et de Sainte-Maure-de-Touraine, et une clinique, installée à Saint-Benoît-la-Forêt, sont accessibles dans un rayon de 15 kilomètres.

### Petite enfance et jeunesse
Quatre établissements d'accueil offrent leurs services sur la commune :
- La crèche multi-accueil Coccinelle, établissement privé non lucratif, qui accueille des enfants jusqu'à 6 ans ;
- Le Relais d'assistante maternelle (RAM), dont le fonctionnement est géré par la communauté de communes Touraine Val de Loire ;
- Le Relais animation accueil proximité (RAAP), géré par l'Aide à domicile en milieu rural (ADMR) ;

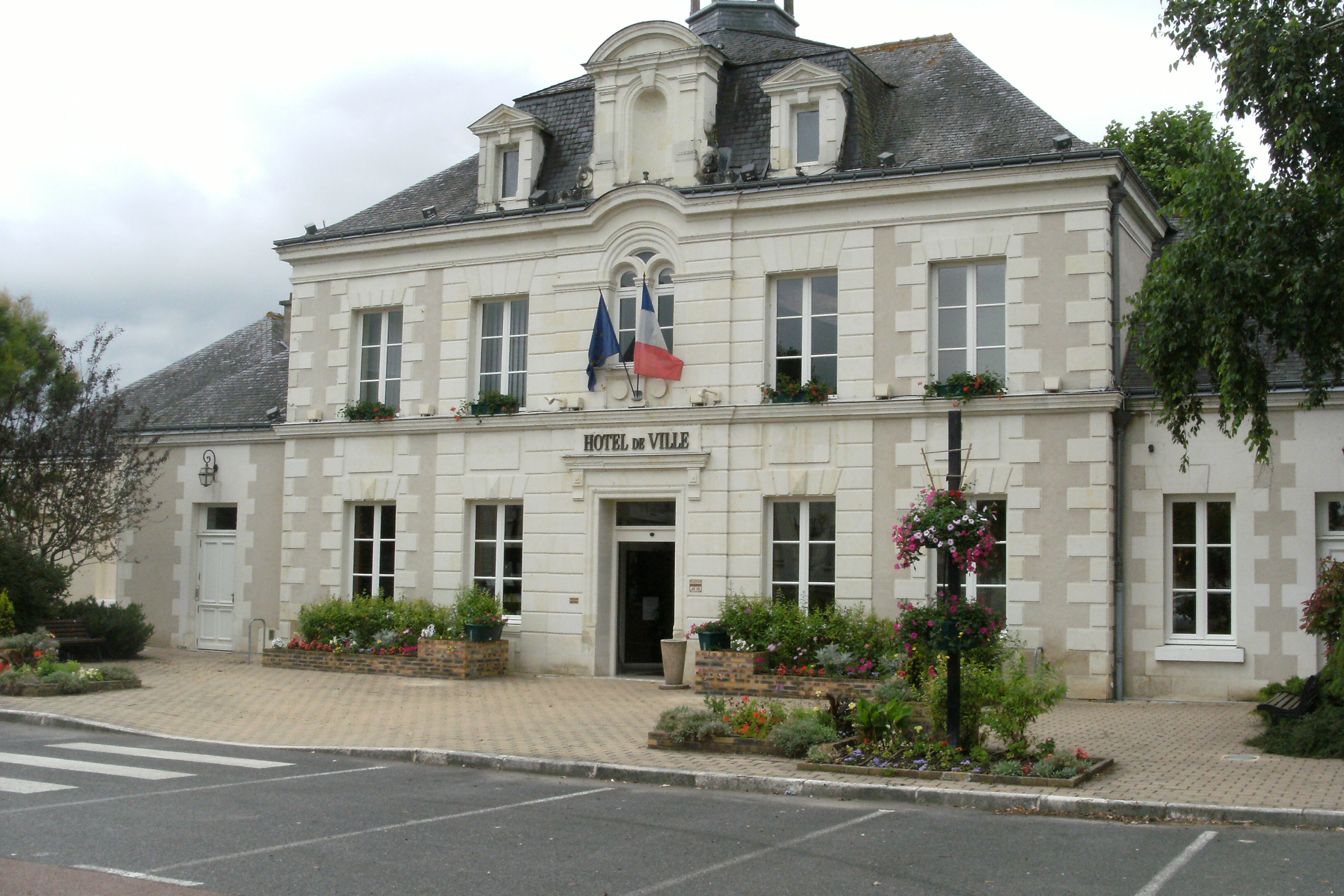
L'hôtel de ville.

- L'hôtel de ville.Le centre de loisirs L'Île aux pirates, géré par Familles Rurales, ouvert les mercredis et pendant les vacances scolaires, pour les enfants et adolescents de 3 à 17 ans.

### Enseignement
L'Île-Bouchard est rattachée à l'académie d'Orléans-Tours. La commune dispose de trois établissements d'enseignement :
- École maternelle publique Lamartine ;
- École élémentaire publique Les 2-Rives ;
- Collège public André-Duchesne.

### Services publics
En dehors des services et infrastructures dépendants de la commune, L'Île-Bouchard dispose d'un bureau de Poste, d'une caserne de pompiers et d'une gendarmerie.

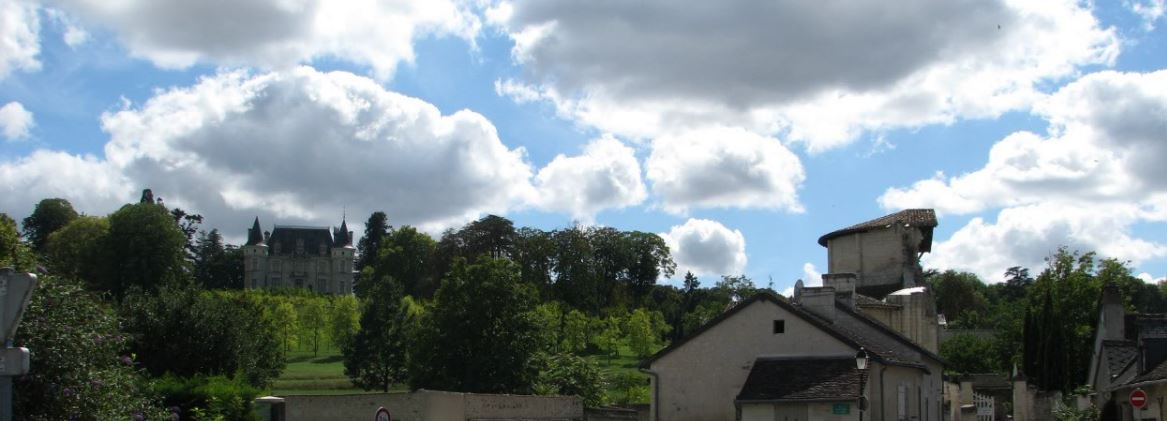
Vue sur le Prieuré Saint-Léonard et le château du Temple, localisé à Theneuil.

## Culture locale et patrimoine

### Héraldique
| Blason de L'Île-Bouchard | Les armes de LÎle-Bouchard se blasonnent ainsi : Écartelé de sinople à la fasce d'or, et d'or à la bande de sinople. |

### Lieux et monuments
- Prieuré Saint-Léonard, construit dans la première moitié du XIIe siècle, est l'un des édifices romans les plus anciens de France. Il ne reste aujourd'hui que le chœur, son déambulatoire et ses chapelles rayonnantes. Il est classé au titre des monuments historiques depuis le 3 novembre 1958[39].
- Couvent des Cordeliers, vestiges d'un couvent des XIIe et XVIIe siècles inscrits comme monument historique en 1929 et 1946[40].

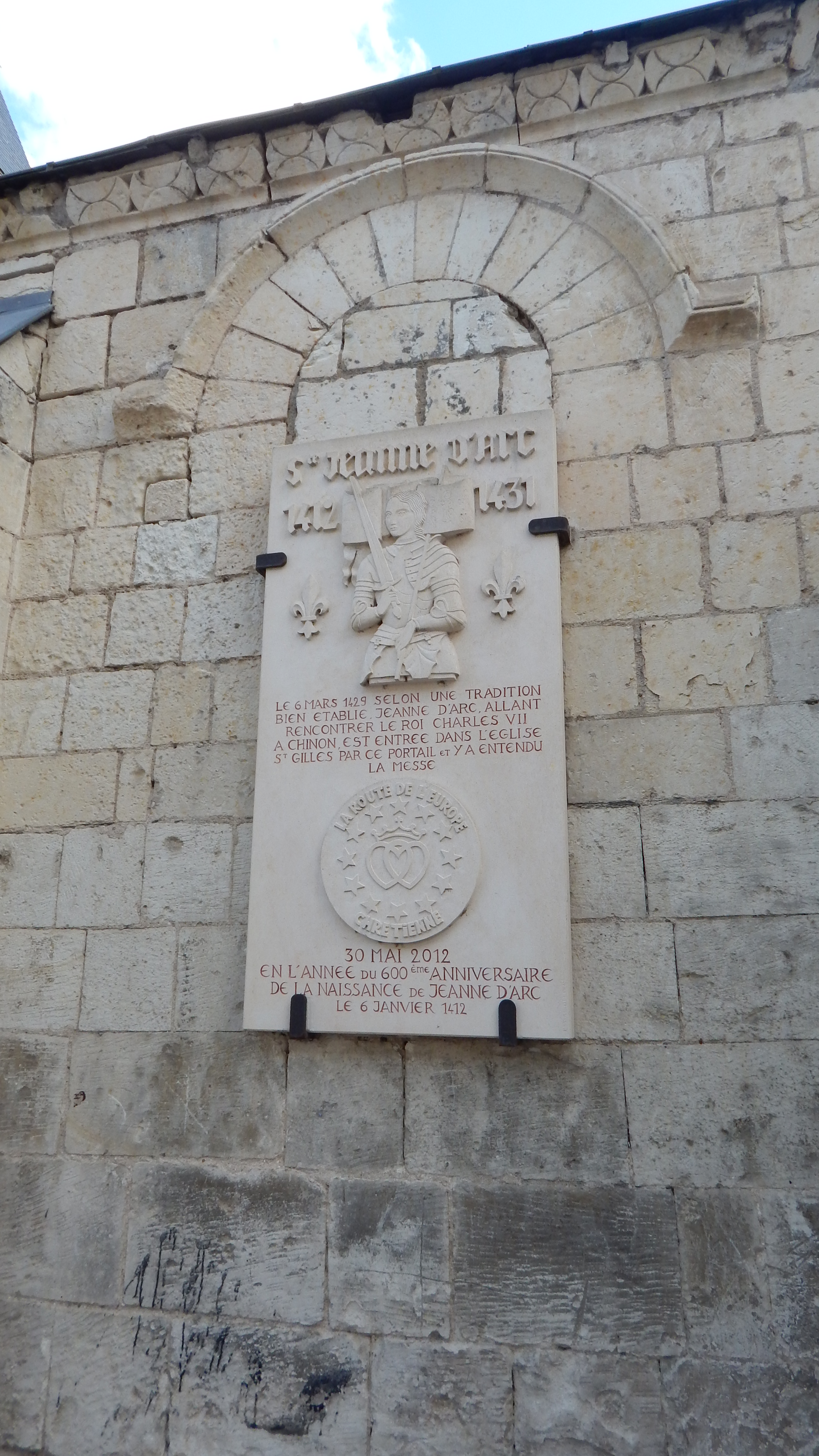
Plaque rappelant la venue de Jeanne d'Arc.

- Plaque rappelant la venue de Jeanne d'Arc.Église Saint-Gilles, construite au XIe siècle. Il est établi que Jeanne d'Arc, allant rencontrer le roi Charles VII non loin à Chinon, y entra et y entendit la messe le 6 mars 1429.
- Église Saint-Maurice, datant des XIVe et XVe siècles, terminée par une très belle flèche de pierre ornée de sculptures ajourées. Ses nefs de style flamboyant Renaissance reposent sur des piliers ornés de médaillons.
- Musée du Bouchardais : Musée d'Art et Traditions populaires et d'histoire locale, il est installé dans l'ancienne gare de l'Île-Bouchard, près du Prieuré Saint-Léonard. Il permet de découvrir la richesse du patrimoine du canton à travers les outils, matériels et objets du monde rural.

### Personnalités liées à la commune
- Dangereuse de L'Isle Bouchard (ou Dangerosa en Poitevin),1079-1151, grand-mère maternelle d'Aliénor d'Aquitaine
- André-Georges Voisin, né en 1918 et décédé en juin 2008, a été conseiller général du canton de l'Île-Bouchard et président du conseil général d'Indre-et-Loire des années 1970 aux années 1990. Il a contribué au développement des infrastructures routières du département, prolongeant l'action de Jean Royer dans les espaces ruraux.
- Isaac de Razilly, né en pays chinonais, chevalier de l'Ordre de Malte, commandeur de la Commanderie de l'Ile Bouchard, deviendra lieutenant-général d'Acadie jusqu'à sa disparition en 1636, surnommé le « Commandeur »[41]

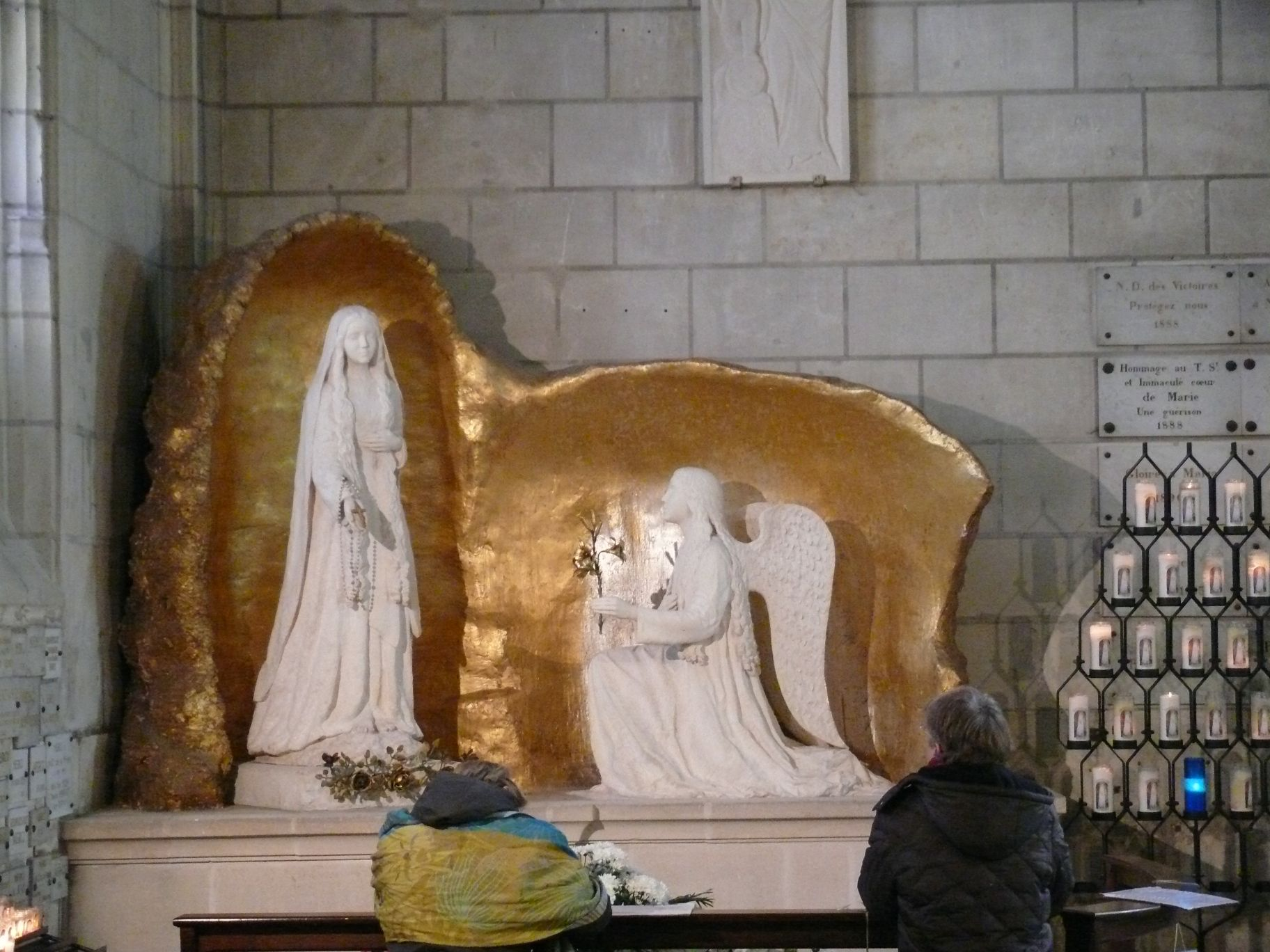
Statues de la Vierge Marie et de l'archange Gabriel sculptées par Paulette Lecomte, église Saint-Gilles.

### Apparitions mariales

#### Faits locaux
Le 8 décembre 1947 en début d’après-midi, quatre jeunes filles (Jacqueline Aubry et sa sœur Jeanne, Nicole Robin, Laura Croizon) voient en l’église paroissiale Saint-Gilles une apparition de la Vierge Marie, accompagnée de l’ange Gabriel. Ces apparitions perdurent plusieurs jours, jusqu’au 14 décembre. La paroisse, d’abord sceptique, finira par être convaincue, la guérison inexpliquée d’une mal voyante et un rayon de soleil extrêmement vif, suivant un trajet impossible, constituant alors des signes pour les assistants,.
Parmi les propos attribués à la Vierge lors des dix apparitions successives, recueillis par les enfants et rassemblés dans l'enquête canonique :
- « Dites aux petits enfants (ceux que vous connaissez) de prier pour la France, car elle en a grand besoin. »
- « Je suis votre maman du ciel (L'ange dit : "Je suis l'ange Gabriel"). »
- « Donnez-moi votre main à embrasser ! »
- « Embrassez la croix de mon chapelet. »
- « Je vais vous dire un secret que vous pourrez redire dans trois jours : Priez pour la France qui, ces jours-ci, est en grand danger. »
- « Dites à Monsieur le curé de construire une grotte ».
- « Je ne suis pas venue ici pour faire des miracles, mais pour vous demander de prier pour la France. »
- À l'enfant myope : « Demain vous y verrez clair et vous ne porterez plus de lunettes. »
- « Je vais vous confier un secret que vous ne direz à personne. »
- « Je suis venue ici parce qu'il y a des personnes pieuses, et en souvenir de Jeanne Delanoue, qui vous aimait tant et qui aimait tant vous faire prier à la chapelle Notre-Dame-des-Ardilliers. »
- « Il y aura du bonheur dans les familles. »
- « Avant de partir, j'enverrai un vif rayon de soleil. »

#### Contexte
À l'époque, au lendemain de la première apparition, un mois entier d'escalade d'un mouvement social insurrectionnel trouve un dénouement assez mystérieux. Nombre de contemporains envisageront, plus ou moins rapidement, un lien entre ces apparitions et le dénouement surprise de ces grèves de 1947 en France. Elles ont duré un mois, entre le 10 novembre et le 9 décembre 1947, débutant à Marseille par un vaste mouvement de grèves insurrectionnelles. Elles agitent toute la France, opposant violemment des manifestants aux forces de l’ordre que dirige le ministre de l’Intérieur Jules Moch.

300 000 mineurs et plusieurs milliers d'employés d’entreprises publiques comme les PTT refusent de reprendre le travail. Ils occupent bureaux, usines, puits et ateliers. Le gouvernement fait appel à l'armée et déploie 60 000 soldats et CRS pour contrer les 15 000 grévistes afin de les forcer à reprendre le travail. 

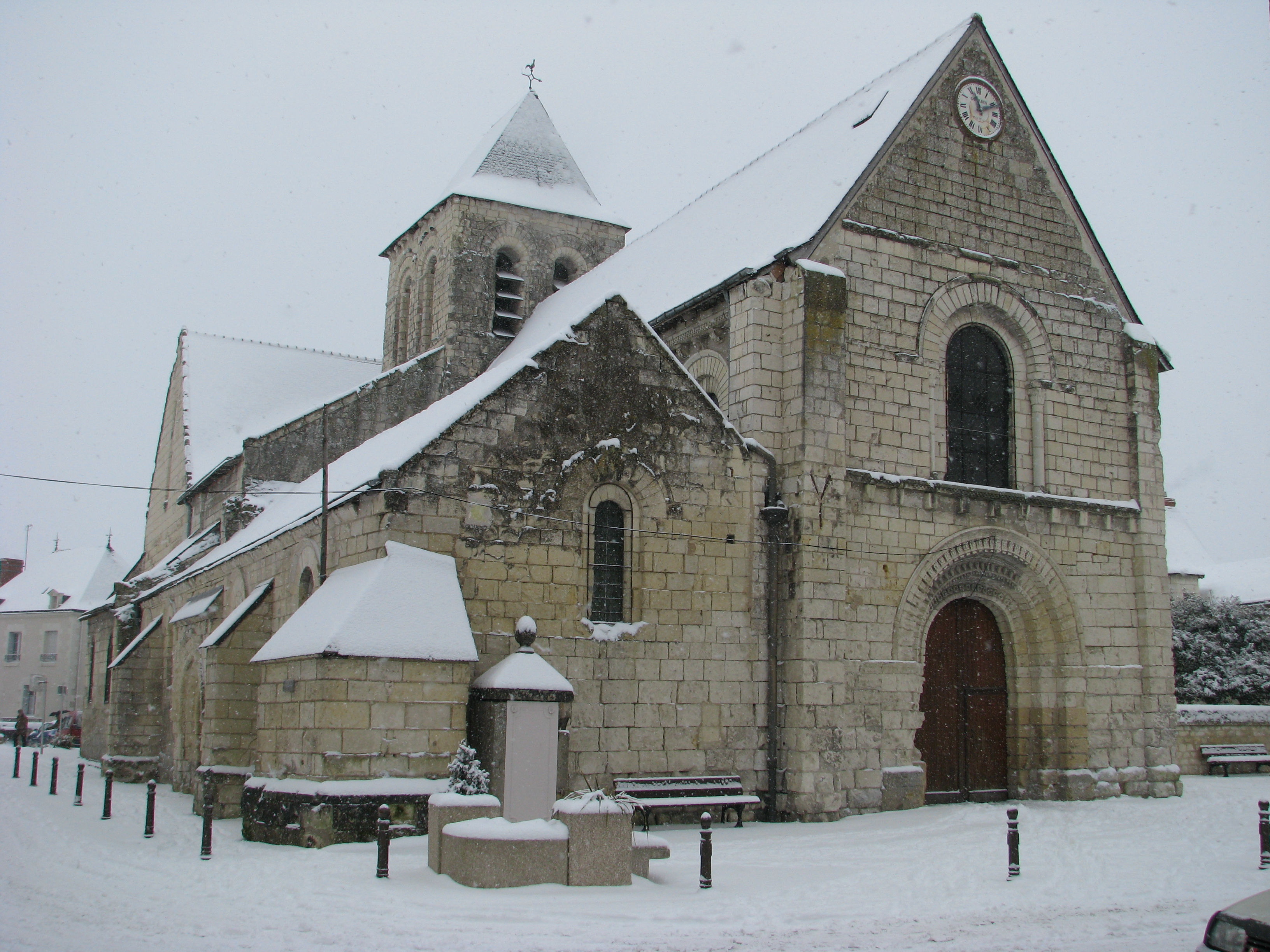
L'église Saint-Gilles sous la neige.

Dans la nuit du 2 au 3 décembre 1947, des militants de la fédération du Pas-de-Calais de la CGT, pensant qu'un convoi transportait des CRS venus appuyer des non-grévistes d'Arras, majoritairement militants gaullistes, sabotent la liaison ferroviaire Paris-Tourcoing en déboulonnant des rails, provoquant le déraillement d'un train. La catastrophe fait 16 morts et 50 blessés,.
15 sabotages au total, dont 6 déraillements, sont perpétrés dans le pays. Le dénouement gardera longtemps un côté mystérieux, puisque le Comité central de la CGT ordonnera la reprise du travail le 9 décembre, malgré l'absence d'évolution notable.
Le bilan est néanmoins lourd : 6 morts et une centaine de blessés parmi les grévistes, et autant parmi les forces de l'ordre, en sus des disparus à la suite de l'attentat du 3 décembre.
Un article de la revue Historia envisage néanmoins au conditionnel le dénouement des évènements en lien avec des négociations secrètes du gouvernement avec le PCF, échangeant alors l'absence de poursuite de militants contre la reprise du travail.
Le contexte politique de la France d'alors est marqué par des incertitudes et des difficultés :
- 19 novembre : Chute du deuxième gouvernement Ramadier, qui ne dispose plus que d’une faible majorité.
- 24 novembre : Début du premier gouvernement Schuman, président du Conseil jusqu'au 19 juillet 1948. Il s'agit d'un gouvernement dit de troisième force, regroupant la SFIO (socialistes), le MRP (chrétiens-démocrates) et les radicaux.
- 24 novembre : Le général Leclerc est tué dans un accident d’avion. L'annonce de sa mort est un choc pour la France, qui se relève difficilement de la Seconde Guerre mondiale. La population voyait en cet homme le libérateur de Paris et de Strasbourg, celui qui avait lavé l'affront de la défaite de 1940.

#### Développements
Le sanctuaire est l'objet d'un pèlerinage depuis les apparitions de 1947. Par décret du 8 décembre 2001, à la suite d’une enquête, André Vingt-Trois, alors archevêque de Tours, « autorise ces pèlerinages et le culte public célébré en l'église paroissiale Saint-Gilles de L'Île-Bouchard ».

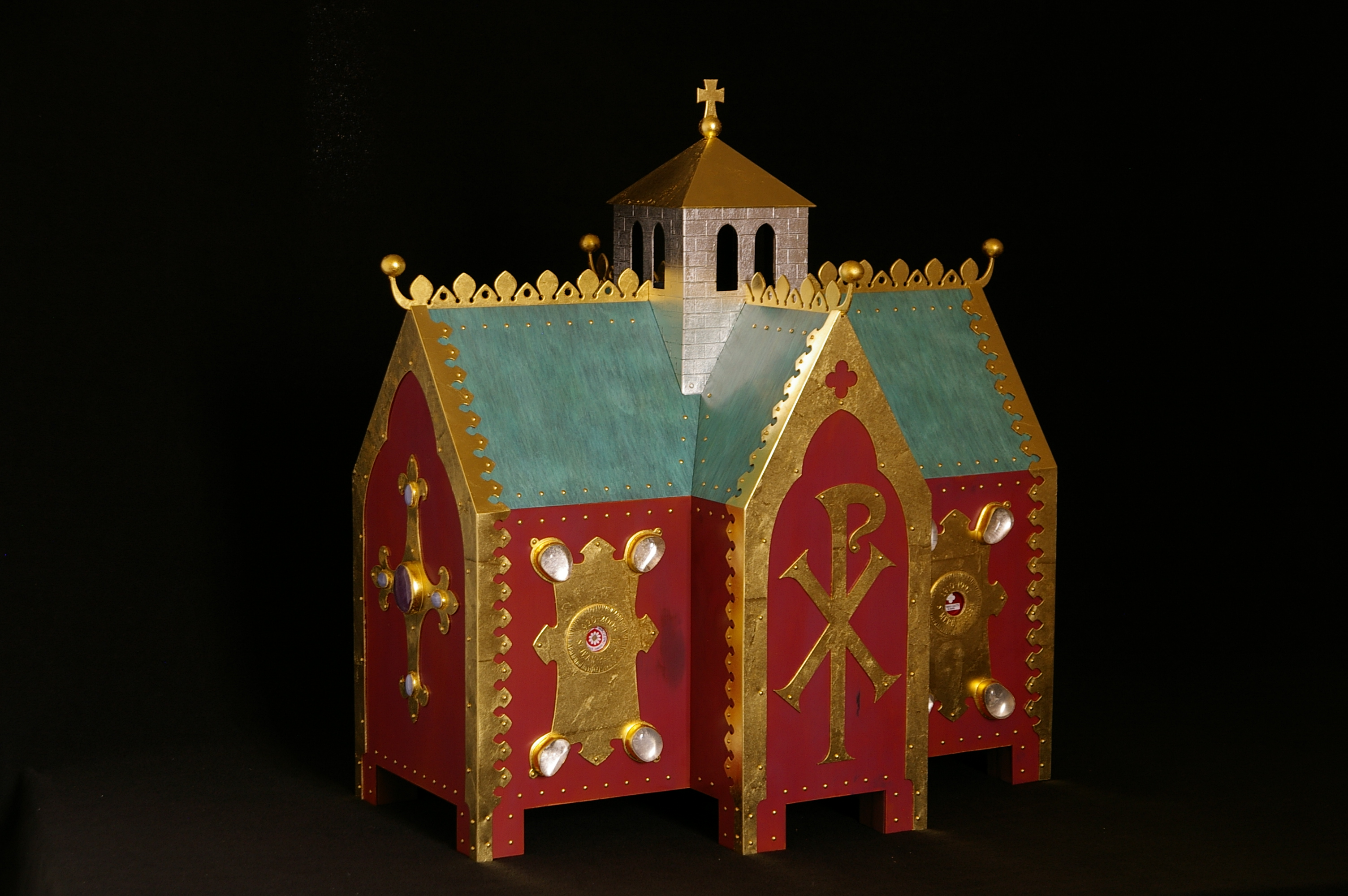
Le reliquaire double.

Depuis 1999, les pèlerinages et les paroisses environnantes sont animés par des prêtres et laïcs de la communauté de l'Emmanuel. Des pèlerinages à l'intention de la France s'y rendent régulièrement chaque année, notamment le pèlerinage pour la France à la fin du mois de septembre dont le but est de prier pour la nouvelle évangélisation de la France en faisant appel aussi bien aux pèlerins français qu'aux pèlerins étrangers, issus de pays ayant reçu l'évangile de missionnaires français.
Un reliquaire double des reliques de Mère Térésa et de Jean-Paul II est installé dans l'église Saint-Gilles en 2017. Réalisé par un orfèvre en art et mobilier liturgique Louis-Guillaume Piéchaud, il représente une église romane stylisée en bois ornée de patines rouges et vertes au feu, de feuilles d'or et d'argent avec des cabochons de cristal de roche, d'améthyste et de calcédoine.
La même année, au mois d'août 2017, une messe commémorant le soixante-dixième anniversaire des apparitions est célébrée en présence du cardinal Barbarin, archevêque de Lyon.